# Logogryf
Logogryf (z gr.: λόγος „słowo”, γρῖφος „trzcinowy kosz na ryby”) – rozrywka umysłowa, rodzaj zagadki polegającej na zgadywaniu wyrazów na podstawie ich definicji lub na podstawie podanych sylab i wpisywaniu ich w określony diagram.